# Imata Kabua
Imata Kabua (Kwajalein, 20 maggio 1943 – Honolulu, 17 settembre 2019) è stato un politico marshallese, Presidente delle Isole Marshall dal 14 gennaio 1997 al 10 gennaio 2000.
Era cugino del primo presidente, Amata Kabua.